# Kręczynka jesienna

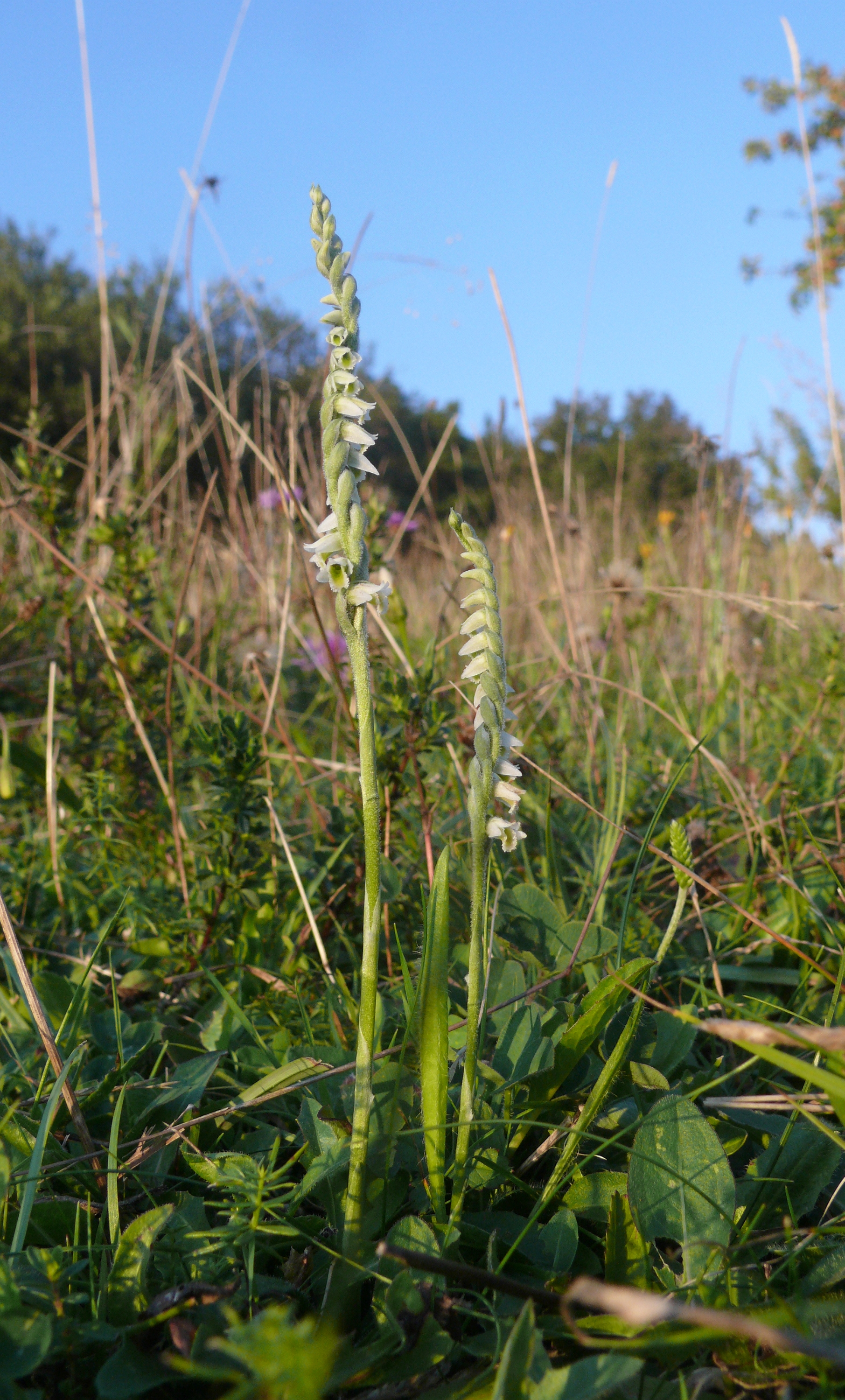
Pokrój

Kręczynka jesienna (Spiranthes spiralis (L.) Chevall.) – gatunek byliny z rodziny storczykowatych (Orchidaceae).

## Rozmieszczenie geograficzne
Zwarty zasięg występowania obejmuje całą niemal Europę (bez Szkocji, Islandii i Półwyspu Skandynawskiego). Na południowym wschodzie sięga po Kaukaz i Azję Mniejszą. Występuje również na oderwanych od głównego zasięgu stanowiskach w górach na pobrzeżu Algierii, Sycylii, Krety i Cypru. W Polsce opisano jego występowanie na ponad 100 stanowiskach, jednakże większość z nich jest już historyczna. W latach 2000–2006 potwierdzono jego występowanie tylko na kilkunastu stanowiskach i wszystkie znajdują się w Karpatach. Są to stanowiska: w rejonie Cisownicy i w Lesznej Górnej, dwa stanowiska na pograniczu Beskidu Makowskiego i Pasma Policy koło Juszczyna, w Beskidzie Wyspowym koło Tęgoborza, 8 stanowisk na zachodnim końcu Beskidu Niskiego w miejscowościach Binczarowa, Bogusza, Kamionka Wielka i Nawojowa. W latach 2007–2008 znaleziono nowe stanowisko koło Piwnicznej w Beskidzie Sądeckim.

## Morfologia
ŁodygaWzniesiona, prosta, o wysokości 10–30 cm, w górnej części krótko owłosiona.
LiścieLiście różyczkowe o długości 1,8–3,5 cm, szerokości 1–1,6 cm, jajowate. Są ciemnozielone i pochwiasto obejmują łodygę. Liści łodygowych jest 3–5 i wyrastają blisko siebie.
KwiatyZebrane w wierzchołkowy 10–30 kwiatowy kwiatostan o długości 3-1- cm. Jest on filcowato owłosiony białymi włoskami, a kwiaty wyrastają spiralnie. Są białawe i wydzielają delikatny zapach. Przylegające do zalążni przysadki są biało obrzeżone i dłuższe od zalążni. Boczne listki w zewnętrznym okółku kwiatów są zewnątrz owłosione i rozpostarte na boki. Boczne listki okółka wewnętrznego oraz środkowy okółka zewnętrznego tworzą rurkę. Warżka ma długość 5–6 mm i szerokość 3,5–4 mm. Jest odwrotnie jajowata o brzegach faliście karbowanych i poprzecznie podzielona. Jest z zewnątrz biaława, od wewnątrz żółtawozielona i na końcu ma miodniki.
OwocOwłosione, wyrastające na krótkich szypułkach podługowatojajowate torebki o długości 4-7 mm i szerokości 3-4 mm.
Część podziemnaWydłużone i owłosione bulwy.

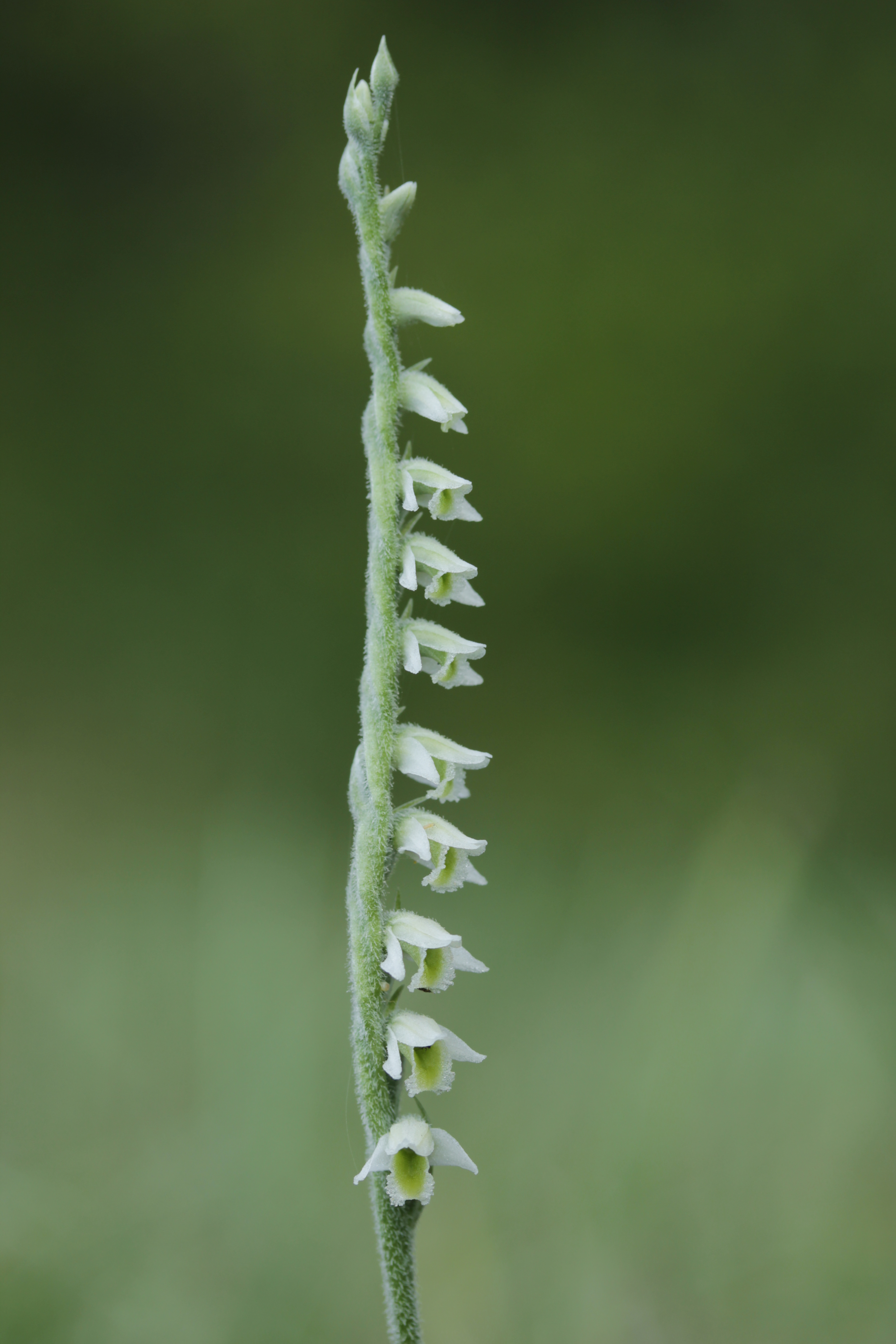
Kwiatostan
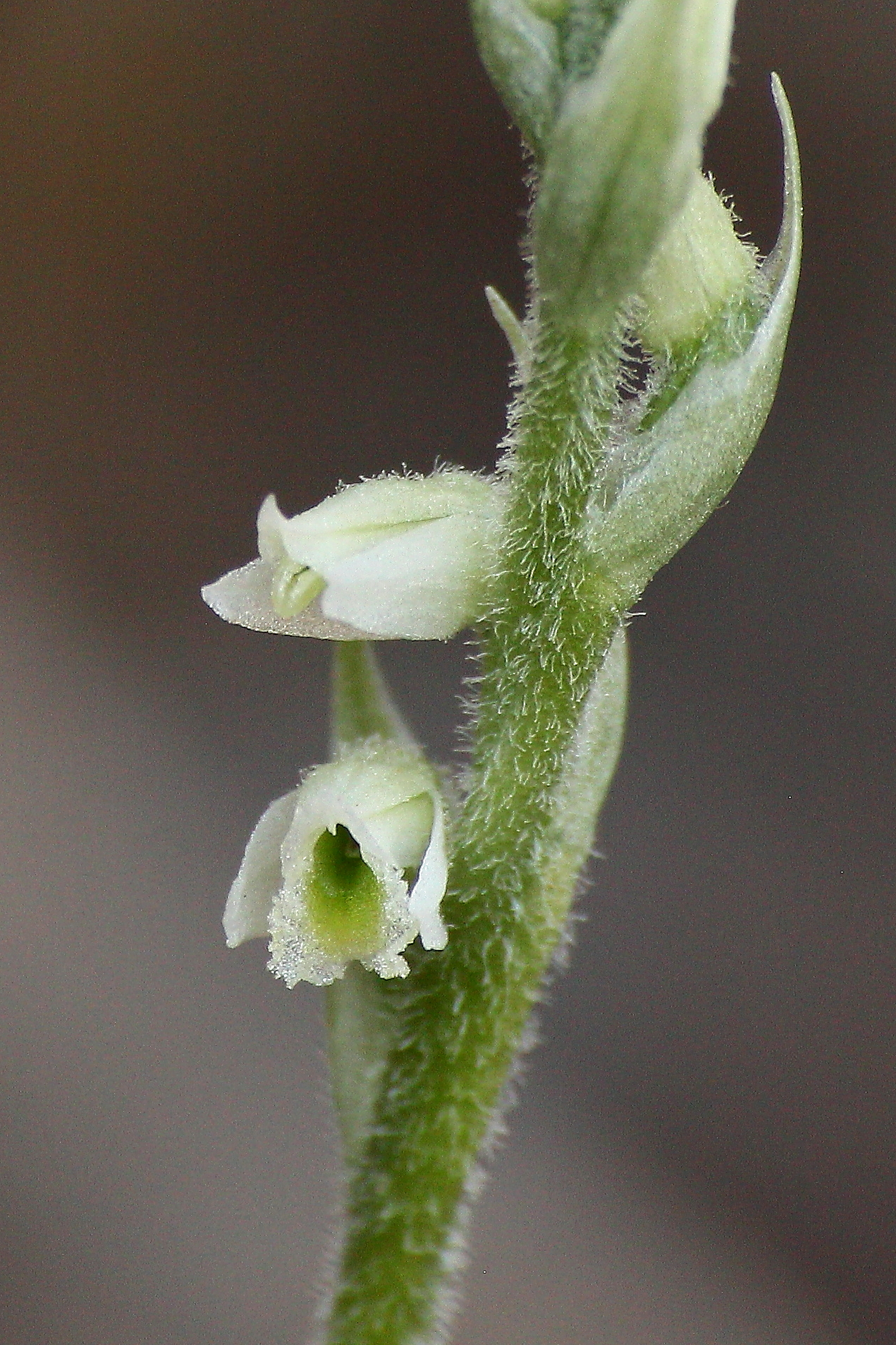
Kwiaty
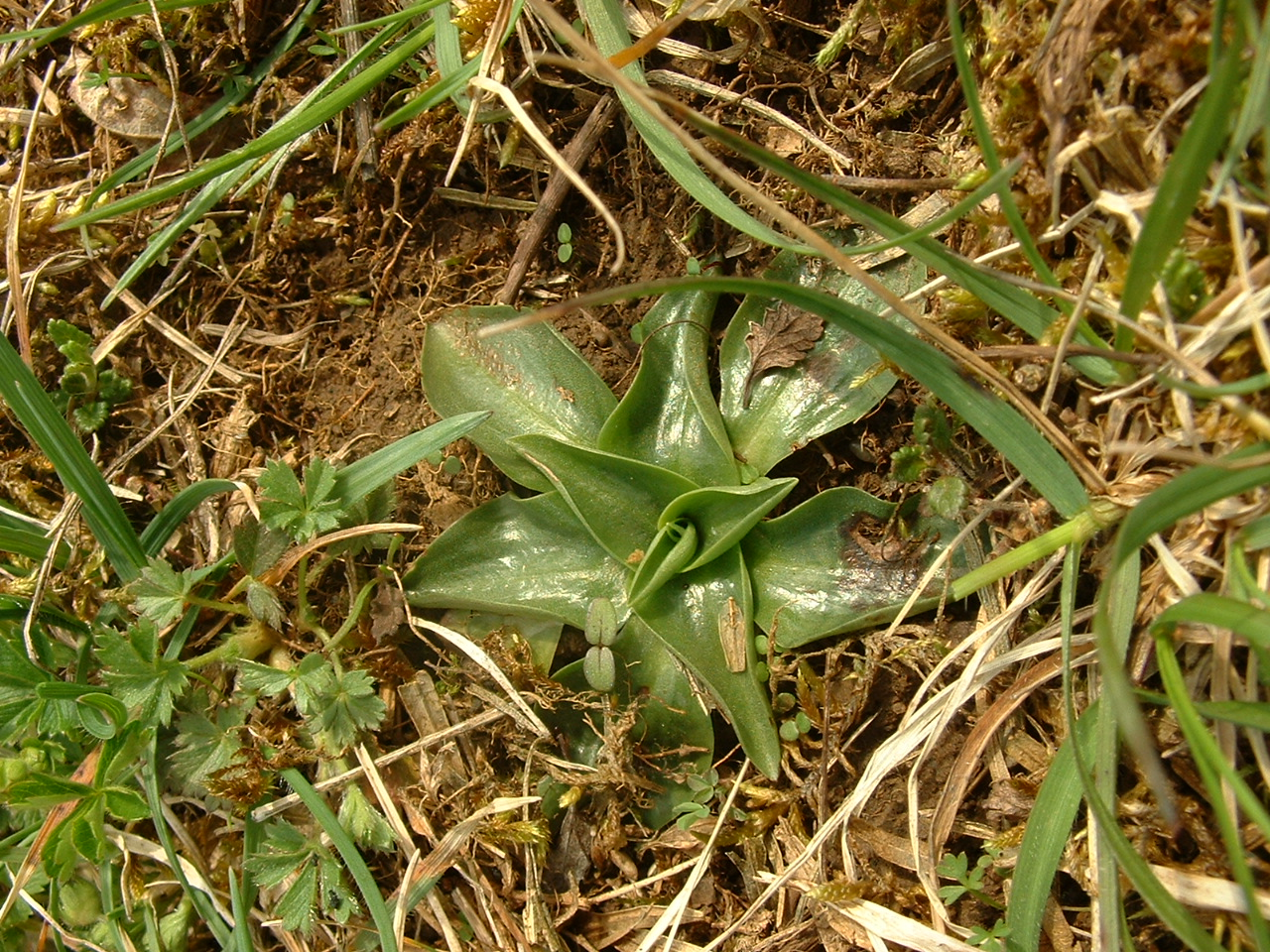
Liście
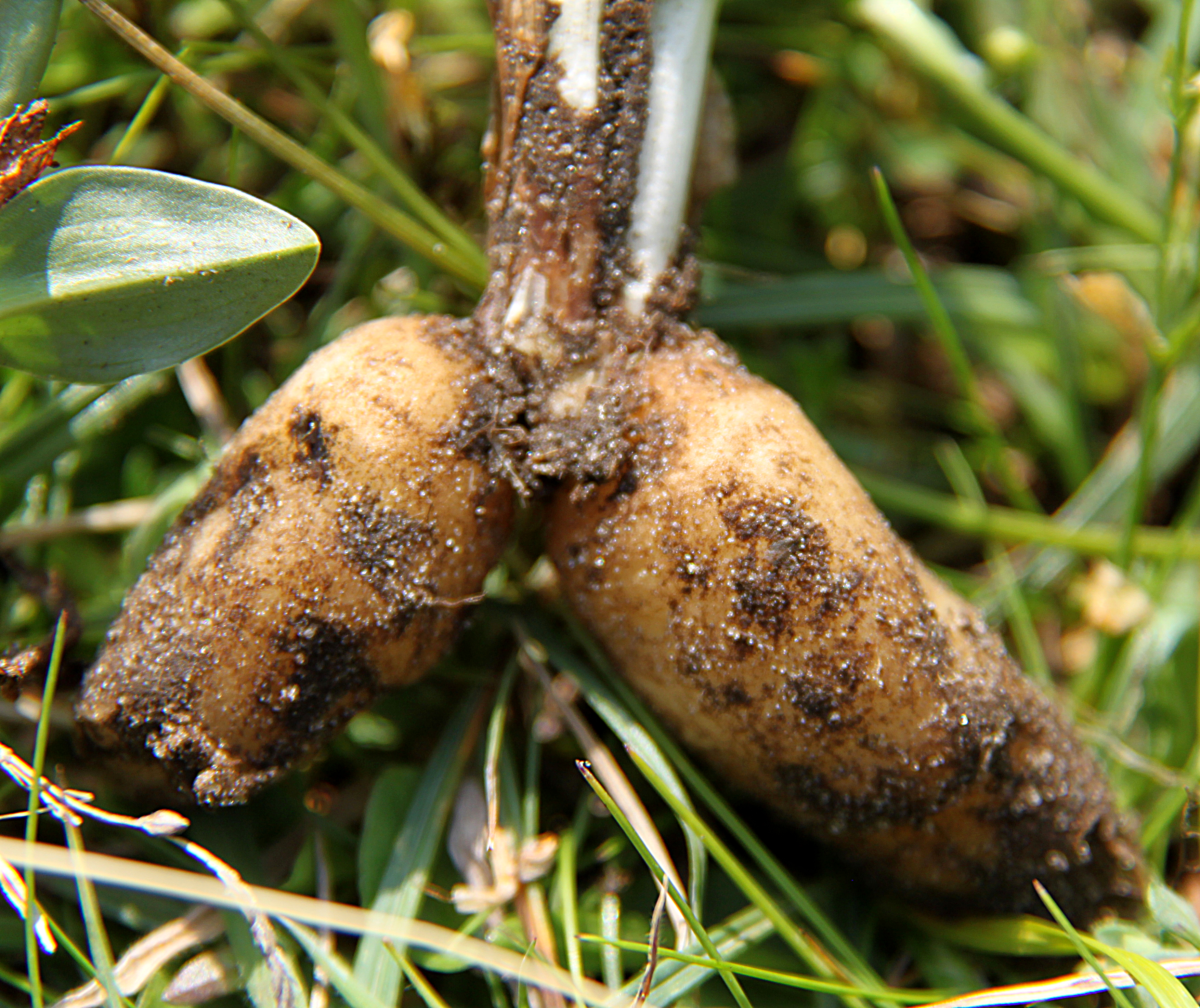
Bulwa

## Biologia i ekologia
Bylina, geofit. W Polsce kwitnie od lipca do sierpnia, czasami do pierwszych dni października. Jej przedsłupne kwiaty zapylane są głównie przez trzmiele i gatunki z rodzaju Lasioglossum. Roślina zwabia je zapachem kwiatów oraz nektarem. Współczynnik zawiązywania nasion jest wysoki. Liczba chromosomów 2n = 30.
Rośnie głównie na łąkach, szczególnie wilgotnych. Preferuje stanowiska słoneczne i otwarte, gleby świeże, gliniaste, o odczynie obojętnym lub lekko kwaśnym. W Polsce jej stanowiska obecnie znajdują się na wysokości 380 – 560 m n.p.m., w Europie dochodzi do 1640 m.

## Zagrożenia i ochrona
Roślina objęta jest w Polsce ścisłą ochroną gatunkową. Jest rośliną niezwykle rzadką. W Polsce rośnie na zaledwie kilkunastu stanowiskach. Również na poszczególnych stanowiskach występuje w niewielkiej ilości osobników i na niewielkim terenie. W ostatnich dziesięcioleciach obserwowany jest duży spadek liczby stanowisk. Przyczyną jest zaniechanie tradycyjnych metod gospodarowania łąkami, co powoduje zmiany ich składu gatunkowego i wzrost liczby roślin zagłuszających kręczynkę jesienną, szczególnie zaś wysokich traw rozłogowych (przy eutrofizacji łąk). Wszystkie znane obecnie stanowiska tego gatunku znajdują się poza obszarami chronionymi. W związku z tym dla ochrony tego gatunku wskazane byłoby objęcie jego stanowisk ochroną, np. w postaci użytków ekologicznych oraz ochroną czynną na stanowisk, gdzie jest zagłuszany przez inne rośliny.
Kategorie zagrożenia gatunku:
- Kategoria zagrożenia w Polsce według Czerwonej listy roślin i grzybów Polski (2006)[9]: E (wymierający); 2016: CR (krytycznie zagrożony)[10].
- Kategoria zagrożenia w Polsce według Polskiej Czerwonej Księgi Roślin (2001, 2014): CR (krytycznie zagrożony wymarciem)[11].